# Lophocampa laoripa
Lophocampa laoripa är en fjärilsart som beskrevs av Paul Dognin 1891. Lophocampa laoripa ingår i släktet Lophocampa och familjen björnspinnare. Inga underarter finns listade i Catalogue of Life.